# Silicat (mineral)
Silicații sunt compuși oxigenați ai siliciului cu metale. Constituie peste 90 % din scoarța pământului, pe când mantaua este alcătuită numai din silicați.
- Din punct de vedere chimic silicații constau din siliciu și oxigen (SixOy) la care se pot adăuga unul sau mai multe metale, ca și ionii hidroxil (OH-). Silicați mai sunt numiți o sare a acidului silicic sau bioxidul de siliciu (cuarțul).
- In mineralogie silicații alcătuiesc o grupă mare de minerale.

## Structura

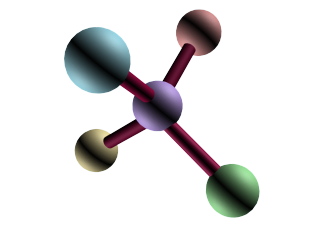
Structura atomică de bază a silicaților

Silicații au o structură atomică bazată pe același principiu de construcție, piatra de fundament o constituie tetraedri de SiO4. Un atom de siliciu fiind legat de patru atomi de oxigen, în centru rămâne un loc gol pentru atomul mic de siliciu. O altă caracteristică a silicaților este aceea că atomii de oxigen pot lua parte în același timp la mai multe complexe tetraedrice, astfel iau naștere pe lângă tetraedrii izolați de SiO4-, elemente tetraedrice legate între ele după cum urmează:
- tetraedrii izolați
- tetraedrii dubli
- tetraedrii inelari
- lanțuri simple sau duble
- structură pe straturi
- structură scheletică sau rețea

Aluminiul poate de exemplu din punct de vedere chimic să înlocuiască atomul de siliciu, aceasta fiind numită o „substituire izomorfă”, astfel de combinații fiind numite silicați de aluminiu. Aluminiu are valența Al3+ pe când siliciul Si4+, astfel va apare o încărcare electrică cu cationi.

## Sistematica silicaților
Familia silicaților au o serie de deosebiri ce privește:
- formula chimică
- simetria cristalelor
- felul legăturilor chimice

### Formule chimice
O formulă simplificată a mineralelor din grupa silicaților este:
{\displaystyle \mathrm {M_{n}\left[\left(Si_{x}O_{y}\right)^{4x-2y}\right]} }.
Locul complexului oxigen-siliciu poate fi înlocuit de grupări de hidroxid, apă sau de fluoruri. Poziția lul „M” finnd ocupat de un ion sau mai mulți ioni metalici până la un echilibru electric. Când un mineral anumit are în complexul structural de  SixOy substituiri prin ione de fluor (F) sau de hidroxil (OH) va apare de exemplu formula următoare:
{\displaystyle \mathrm {Al_{2}\left[Si_{2}O_{5}|(OH)_{4}\right]} }, Caolinit.
iar apa din structură va apare:
{\displaystyle \mathrm {Na[AlSi_{2}O_{6}]\cdot H_{2}O} }, Analcim.

### Inosilicați (neosilicați)
- unde apar tetraedri de SiO4- izolați ca la:
- Olivină: {\displaystyle (Mg,Fe)_{2}[SiO_{4}]}
- Zircon: {\displaystyle Zr[SiO_{4}]}

### Bisilicați (sorosilicați)
Aceștia pot apărea sub forma de tetraedri dubli legați printr-un atom comun de oxigen (punte de legătură). Raportul Si:O fiinde de 2:7, acest tip de structură apare mai rar în natură un exemplu fiind Gehlenitul  (Ca2Al[(Si,Al)2O7]).

### Silicați inelari (ciclosilicați)
Tetraedrii de SiO4 sunt grupați câte trei patru sau șase, într-o formă de structură inelară, astfel iau naștere:
- [Si3O9]6-
- [Si4O12]8-
- [Si6O18]12-.

Berilul (Al2Be3[Si6O18]) și mineralele din grupa turmalinei

### Lanțuri simple sau duble de inosilicați
De acestă grupă aparțin piroxenii și amfibolii, piroxenii alcătuiesc lanțuri simple într-o singură dimensiune (plan), unde la un atom de oxigen se leagă douăgrupări tetraedrice, raportul Si:O fiind de 1:3 ca de exemplu la diopsid (CaMg[Si2O6]).
Amfibolii alcătuiesc de asemenea lanțuri unidimensionale, însă pot apărea și structuri de lanțuri duble raportul Si:O fiind de 4:11, atfel un mineral reprezentativ din grupa amfibolilor fiind  Actinolitul (Ca2(Mg,Fe)5[(OH)2|Si8O22]).

### Silicații cu structură stratificată (filosilicații)
La un grad mai înalt de polimerizare se formează filosilicații, unde avem o structură mai complexă pe 2 sau 3 straturi, raportul de Si:O fiind de 2:5.
O altă împărțire a cestei grupe fiind după structură și după ionii care se află între tetraedri, astfel spațiul dintre tetraedrii poate fi ocupat  ca de exemplu de gruparea (-OH), (-O-Me+) legăturile chimice fiind bipolare sau ionice.
De această categorie aparține mica, talcul, serpentina, mineralele argiloase
ca vermiculitul. c
Un exemplu de mineral cu structură pe 3 straturi este muskovitul„o mică argiloasă”  (KAl2[(OH)2|AlSi3O10]) și cu o structură pe două straturi caolinitul (Al4[(OH)8|Si4O10]

### Tectosilicații
Silcații din acesată categorie, au legat atomul de oxigen printr-o punte de legătură cu două grupări tetraedrice simultan, astfel ia naștere o structură de schelet tridimensional. Acest tip de structură are formula chimică SiO2 formula cuarțului. Pentru formarea altor tectosilicați e necesară substituirea siliciului cu aluminiul, urmând o încărcare elecrică cu cationi, luând naștere plagiclazii din grupa feldspatului ca (Albit - Anorthit): (NaAlSi3O8 - CaAl2Si2O8).
Prin integrarea la temperaturi mai joase a apei în structură ia naștere grupa zeolitului ca de exemplu Natrolith (Na2[Al2Si3O10]*nH2O).

### Silicați amorfi
Exemplu de silicat amorf este opalul cu moleculă integrată de apă (SiO2.nH2O). Cochiliile diatomeelor sau radiolarilor au de asemenea silicați cu o structură amorfă.